# Гай Плавций Прокул
Гай Плавций Прокул (на латински: Caius Plautius Proculus) e политик на Римската република през 4 век пр.н.е. Произлиза от плебейската фамилия Плавции.
Той е избран за консул през 358 пр.н.е. с колега Гай Фабий Амбуст. Води война против херниките и е награден с триумф. През 356 пр.н.е. е началник на конницата на диктатор Гай Марций Руцил.